# Stephan Ackermann
Pour les articles homonymes, voir Ackermann.
Cet article concerne un évêque catholique allemand. Pour le nageur sud-africain, voir Stephan Ackermann (natation).
Stephan Ackermann né le 20 mars 1963 à Mayen est un évêque catholique allemand, évêque du diocèse de Trèves depuis le 8 avril 2009.

## Biographie
Ordonné prêtre en 1987, il est d'abord nommé évêque auxiliaire de Trèves en 2006 avant d'être nommé sur ce même siège pour succéder au cardinal Reinhard Marx appelé sur le siège métropolitain de Munich.
Ayant participé au conseil Justice et Paix de la conférence épiscopale allemande depuis 2006, il a été nommé en septembre 2012 au Conseil pontifical Justice et Paix.

## Abus sexuels
Depuis 2010, il est membre de la commission de la conférence épiscopale allemande qui traite des abus sexuels sur mineurs dans l'Église catholique en Allemagne.
En 2012 et 2013 quatre prêtres du diocèse de Trèves sont sanctionnés par Stephan Ackermann pour abus sexuels. Juridiquement, les faits datent des années 1980 et 1990  et sont prescrits.

## Succession apostolique
Stephan Ackermann a ordonné les évêques suivants :
- Évêque Helmut Karl Dieser (2011)
- Évêque Franz Josef Gebert (de) (2017)